# Eopteranodon
Eopteranodon („raný Pteranodon“) byl rod ptakoještěra z kladu Tapejaromorpha, který žil v období pozdní rané křídy (geologický věk apt, asi před 125 miliony let) na území dnešní provincie Liao-ning na severovýchodě Číny.

## Objev a popis
Fosilie tohoto malého ptakoještěra byly objeveny v sedimentech souvrství I-sien a formálně byly popsány v roce 2005. Typový exemplář nese označení BPV-078 a má podobu nekompletní kostry s fragmentární lebkou. Zatímco typový exemplář měl lebku kratší než 20 cm a jeho rozpětí křídel činilo pouze kolem 1,1 metru, v roce 2006 byl popsán druhý exmplář, který byl poněkud větší.

## Zařazení
Eopteranodon spadal do čeledi Tapejaridae a podčeledi Sinopterinae. Jeho nejbližšími vývojovými příbuznými byly patrně taxony Sinopterus, Huaxiapterus, Nemicolopterus a vzdáleněji Bennettazhia.